# Закон «Об исчислении времени»
Федеральный закон от 3 июня 2011 года № 107-ФЗ «Об исчислении времени» — федеральный закон, определяющий правовые основы исчисления времени в России, установления часовых зон, а также регулирующий отношения, возникающие при распространении информации о точном значении времени и календарной дате. В частности, закон не предусматривает ранее применявшийся перевод часов на летнее и «зимнее» время.

## Подготовка законопроекта
Завершить разработку закона и принять его планировалось в 2010 году. Законопроект, разработанный Минпромторгом, был представлен на рассмотрение ведомствам в июне 2010 года. Этот законопроект (проект Федерального закона «Об исчислении времени» от 7 июня 2010 года) значительно отличался от внесённого впоследствии в Государственную думу — в частности, в основных понятиях перечислены: декретное время — постоянное смещение суточного исчисления времени, установленное решением Правительства Российской Федерации, летнее время, поясное время, часовой пояс (наряду с новым понятием часовая зона).

## Первоначальная редакция закона
8 февраля 2011 года президент Дмитрий Медведев объявил, что он принял решение об отмене сезонного перевода часов, сформулировав это как «отмену перехода на зимнее время», и дал соответствующее поручение правительству. Вслед за этим, 3 марта 2011 года, правительство внесло в Госдуму проект закона «Об исчислении времени». Порядок исчисления времени на территории Российской Федерации в этом законопроекте описывался с использованием понятий часовая зона и местное время.
На тот момент в Госдуме находились на рассмотрении ещё три законопроекта по вопросу исчисления времени, внесённых депутатами Госдумы в 2008—2009 годах. Обсуждение всех четырёх законопроектов в первом чтении состоялось 19 апреля 2011 года. Правительственный законопроект был принят единогласно. Закон был принят Госдумой в третьем чтении 20 мая 2011 года, одобрен Советом Федерации 25 мая и подписан президентом 3 июня. Закон был официально опубликован 6 июня 2011 года и 6 августа вступил в силу.
Пункт 1 статьи 5 закона (в исходной редакции) гласил:
1. На территории Российской Федерации устанавливаются часовые зоны, границы которых формируются с учётом границ субъектов Российской Федерации. Состав территорий, образующих каждую часовую зону, и порядок исчисления времени в часовых зонах устанавливаются Правительством Российской Федерации.
Таким образом, состав часовых зон и применяемое в них местное время законом не устанавливались — это оставалось в ведении правительства, вследствие чего ожидалось принятие соответствующего постановления. Вопрос возможного изменения часовых зон в будущем также оставался за правительством. Пункт 2 статьи 5 закона гласил:
2. Решение о переводе территории (части территории) субъекта Российской Федерации из одной часовой зоны в другую часовую зону принимается Правительством Российской Федерации на основании совместного предложения законодательного (представительного) органа государственной власти субъекта Российской Федерации и высшего должностного лица субъекта Российской Федерации (руководителя высшего исполнительного органа государственной власти субъекта Российской Федерации).
Ожидаемое постановление правительства было подписано председателем правительства Владимиром Путиным 31 августа 2011 года. Согласно постановлению, московское время должно было соответствовать «UTC(SU) плюс 4 часа», то есть постоянному летнему московскому времени. Время во всех регионах оставалось соответствующим летнему периоду 2010—2011 годов.

## Изменение закона в 2014 году
Депутатами Госдумы был внесён ряд законопроектов по отмене действия постоянного летнего времени (указаны дата внесения и регистрационный номер законопроекта):
- 07.02.2012, 17146-6 — установить московское время, как время географического часового пояса плюс один час;
- 20.09.2012, 140407-6 — установить московское время соответствующим всемирному координированному времени плюс 3 часа;
- 06.09.2013, 339386-6 — осуществлять исчисление времени в соответствии с установленными часовыми поясами с прибавлением одного часа;
- 20.09.2013, 344473-6 — вернуться к сезонному переводу часов.

Реализованным оказался законопроект председателя Комитета Государственной думы по охране здоровья С. В. Калашникова, внесённый в Госдуму 20 января 2014 года. Законопроект № 431985-6 «О внесении изменений в Федеральный закон „Об исчислении времени“» предусматривал увеличение количества часовых зон до 10 (вместо 9) и установление часовых зон «с учетом максимального приближения к часовым поясам всемирного координированного времени» (московское время должно соответствовать UTC+3). Кроме того, в законопроекте был детально прописан состав часовых зон, тем самым вопросы установления времени в часовых зонах и изменения состава часовых зон становились прерогативой Госдумы.
Законопроект, подготовленный к первому чтению, предусматривал перевод часов:
- на 1 час назад — в подавляющем числе регионов, кроме Республики Коми;
- на 2 часа назад — в девяти регионах (Пермь, Уфа, Оренбург, Омск, Чита, Якутск, Биробиджан, Хабаровск, Владивосток).

Ко второму чтению в законопроект были внесены поправки, предусматривающие перевод часов:
- на 1 час назад — в подавляющем числе регионов, кроме Удмуртии, Самарской и Кемеровской областей, Камчатского края и Чукотского автономного округа;
- на 2 часа назад — в Забайкальском крае и в Магаданской области.

Количество часовых зон при этом увеличилось до 11. С этими поправками законопроект был принят в Госдуме во втором и третьем чтениях 1 июля 2014 года. Затем Федеральный закон № 248-ФЗ «О внесении изменений в Федеральный закон „Об исчислении времени“» был одобрен Советом Федерации 9 июля 2014 года и подписан президентом 21 июля 2014 года.
Закон «Об исчислении времени» в новой редакции фактически отменил постоянное летнее время 2011 года. Все регионы, кроме Удмуртии, Самарской и Кемеровской областей, Камчатского края и Чукотского автономного округа, 26 октября 2014 года перевели часы на 1 час назад. Забайкальский край и Магаданская область перевели часы на 2 часа назад.

### Часовые зоны с 26 октября 2014 по 26 марта 2016 года
- 1-я часовая зона (МСК−1, московское время минус 1 час, UTC+2): Калининградская область;
- 2-я часовая зона (МСК, московское время, UTC+3): Республика Адыгея, Республика Дагестан, Республика Ингушетия, Кабардино-Балкарская Республика, Республика Калмыкия, Республика Крым, Карачаево-Черкесская Республика, Республика Карелия, Республика Коми, Республика Марий Эл, Республика Мордовия, Республика Северная Осетия — Алания, Республика Татарстан, Чеченская Республика, Чувашская республика, Краснодарский край, Ставропольский край, Архангельская область, Астраханская область, Белгородская область, Брянская область, Владимирская область, Волгоградская область, Вологодская область, Воронежская область, Ивановская область, Калужская область, Кировская область, Костромская область, Курская область, Ленинградская область, Липецкая область, Московская область, Мурманская область, Нижегородская область, Новгородская область, Орловская область, Пензенская область, Псковская область, Ростовская область, Рязанская область, Саратовская область, Смоленская область, Тамбовская область, Тверская область, Тульская область, Ульяновская область, Ярославская область, города федерального значения Москва, Санкт-Петербург, Севастополь и Ненецкий автономный округ;
- 3-я часовая зона (МСК+1, московское время плюс 1 час, UTC+4): Удмуртская Республика и Самарская область;
- 4-я часовая зона (МСК+2, московское время плюс 2 часа, UTC+5): Республика Башкортостан, Пермский край, Курганская область, Оренбургская область, Свердловская область, Тюменская область, Челябинская область, Ханты-Мансийский автономный округ — Югра и Ямало-Ненецкий автономный округ;
- 5-я часовая зона (МСК+3, московское время плюс 3 часа, UTC+6): Республика Алтай, Алтайский край, Новосибирская область, Омская область и Томская область;
- 6-я часовая зона (МСК+4, московское время плюс 4 часа, UTC+7): Республика Тыва, Республика Хакасия, Красноярский край и Кемеровская область — Кузбасс;
- 7-я часовая зона (МСК+5, московское время плюс 5 часов, UTC+8): Республика Бурятия, Забайкальский край и Иркутская область;
- 8-я часовая зона (МСК+6, московское время плюс 6 часов, UTC+9): Республика Саха (Якутия) (Алданский, Амгинский, Анабарский, Булунский, Верхневилюйский, Вилюйский, Горный, Жиганский, Кобяйский, Ленский, Мегино-Кангаласский, Мирнинский, Намский, Нерюнгринский, Нюрбинский, Оленёкский, Олёкминский, Сунтарский, Таттинский, Томпонский, Усть-Алданский, Усть-Майский, Хангаласский, Чурапчинский и Эвено-Бытантайский улусы (районы), городские округа Якутск и Жатай) и Амурская область;
- 9-я часовая зона (МСК+7, московское время плюс 7 часов, UTC+10): Республика Саха (Якутия) (Верхоянский, Оймяконский и Усть-Янский улусы (районы)), Приморский край, Хабаровский край, Магаданская область, Сахалинская область (кроме Северо-Курильского городского округа) и Еврейская автономная область;
- 10-я часовая зона (МСК+8, московское время плюс 8 часов, UTC+11): Республика Саха (Якутия) (Абыйский, Аллаиховский, Верхнеколымский, Момский, Нижнеколымский и Среднеколымский улусы (районы)), Сахалинская область (Северо-Курильский городской округ);
- 11-я часовая зона (МСК+9, московское время плюс 9 часов, UTC+12): Камчатский край и Чукотский автономный округ.

## Изменение закона в 2016 и 2018 годах
Возврат на постоянное «зимнее» в 2014 году, вызвал недовольство части населения в ряде регионов, особенно в тех регионах, где «декретный час» был отменён в период 1993—2002 годов, то есть после введения в 1981 году сезонного перевода часов. Недовольство населения, поддержанное региональной властью, инициировало разработку и внесение в Госдуму законопроектов об изменении местного времени в этих регионах.
Соответствующие поправки были внесены в закон «Об исчислении времени», согласно которым перешли в соседние восточные часовые зоны (перевели часы на 1 час вперёд в 2:00 по местному времени):
- 27.03.2016 — Республика Алтай, Алтайский и Забайкальский края, Астраханская, Сахалинская (исключая Северо-Курильский городской округ) и Ульяновская области;
- 24.04.2016 — Магаданская область;
- 29.05.2016 — Томская область;
- 24.07.2016 — Новосибирская область;
- 04.12.2016 — Саратовская область;
- 28.10.2018 — Волгоградская область.

## Изменение закона после 2018 года
- 27.12.2020 — Волгоградская область перешла на московское время.

## Несоответствие действующим стандартам
Формально закон «Об исчислении времени» запрещает добавление (или удаление) в шкалу отсчёта UTC(SU) каких-либо секунд (статья 4, пункт 4): «Счет часов, минут и секунд в течение календарного года, календарного месяца и календарной недели не изменяется». Однако ГОСТ 8.129-99 допускает изменять начало отсчёта времени по шкале UTC(SU) на одну секунду в начале первого числа любого месяца (предпочтительно, января, апреля, июля или октября) в 0 часов по всемирному времени, чтобы расхождение между шкалой UTC(SU) и шкалой UT1 не превышало 0,9 с, что реально осуществляется. Очевидно, что упомянутая статья закона нуждается в поправке.